# Estupro por pessoa conhecida
Estupro por pessoa conhecida é o estupro cometido por uma pessoa que conhece a vítima. Exemplos de conhecidos incluem alguém com quem a vítima está namorando, um colega de classe, um colega de trabalho, empregador, membro da família, cônjuge, conselheiro, terapeuta, representante religioso ou médico. O estupro por pessoa conhecida inclui uma subcategoria de incidentes denominada estupro de encontro que envolve pessoas que mantêm relações românticas ou sexuais entre si. Quando um estupro é cometido por um estudante universitário contra outro estudante, às vezes utiliza-se o termo estupro no campus.

## Origem do termo
Estudos que distinguem entre o estupro cometido por desconhecidos e os perpetrados por uma pessoa conhecida da vítima remontam à década de 1950, quando uma pesquisa que examinou os arquivos policiais americanos de estupro de 1958 e 1960 constatou que cerca de metade dos casos supostamente teriam sido cometidos por homens que conheciam suas vítimas. A expressão “estupro por pessoa conhecida” foi usada pela primeira vez na imprensa, em 1982, pela escritora e ativista feminista Diana Russell.:395 Ela usou o termo como um guarda-chuva para abranger todos os estupros que envolvem pessoas que se conhecem, em sua análise de um estudo com 930 mulheres em São Francisco, no qual constatou que 35% relataram ter vivenciado estupro ou tentativa de estupro por pessoa conhecida, em comparação com 11% que relataram ter sido estupradas por desconhecidos. Em 1988, a escritora feminista americana Robin Warshaw publicou I Never Called It Rape, o primeiro grande livro sobre estupro por pessoa conhecida.

## Prevalência
A maioria do estupro é cometida por alguém que a vítima conhece. Nos Estados Unidos, a Rape, Abuse & Incest National Network (RAINN) relatou que 45% dos ataques sexuais são cometidos por uma pessoa conhecida e outros 25% por um parceiro íntimo atual ou anterior.
Um estudo realizado em 2004–05 em 30 países predominantemente europeus pelo Instituto de Pesquisa das Nações Unidas para o Desenvolvimento Social constatou que cerca de metade das vítimas de estupro conheciam seus estupradores, sendo que mais de um terço os conhecia pelo nome. Desses, 17% eram colegas ou chefes, 16% amigos próximos, 11% ex-parceiros e 7% parceiros atuais.
Em um importante estudo de 2009 da Comissão Europeia sobre casos de estupro em toda a Europa, constatou-se que 67% dos estupradores eram conhecidos da vítima, sendo a maioria parceiros atuais ou anteriores. Na Europa, o local mais comum para a ocorrência de estupro é na residência da vítima ou do estuprador.
Nos EUA, o estupro por pessoa conhecida frequentemente assume a forma de estupro de encontro ou estupro em grupo. Uma pesquisa de 1987 com 7.000 estudantes em 25 instituições constatou que uma em cada quatro havia sido vítima de estupro ou tentativa de estupro, e 84% dessas pessoas conheciam o agressor. O mesmo estudo constatou que 16% dos estudantes do sexo masculino que admitiram ter cometido estupro, e 10% que admitiram ter tentado, afirmaram não ter agido sozinhos. Em 1985, a Associação das Faculdades Americanas publicou um relatório descrevendo o que então eram chamados de "trens", nos quais vários estudantes do sexo masculino estupravam uma mulher que estava incapacitada devido a drogas ou álcool. Em uma pesquisa de 24 casos documentados de supostos estupros em grupo em universidades relatados na década de 1980, 13 foram perpetrados por membros de fraternidade, nove por grupos de atletas e dois por homens não afiliados a um grupo formal. Em um Estudo Nacional sobre Mulheres dos EUA, 20% dos estupradores foram descritos como amigos, 16% como maridos, 14% como namorados e 9% como pessoas não parentes, tais como faz-tudo, colegas de trabalho e vizinhos.
Um estudo de 1992 sobre estupros denunciados em áreas urbanas e suburbanas de Joanesburgo, África do Sul constatou que 80% dos estupros de mulheres adultas foram cometidos por desconhecidos, frequentemente por homens que as sequestravam à vista de arma enquanto iam para o trabalho ou invadiam suas residências. No entanto, a maioria dos estupros de meninas com menos de 16 anos foi cometida por pessoas que lhes eram conhecidas, geralmente familiares ou amigas, e às vezes membros de gangues.
Na Índia, as campanhas anti-estupro tendem a se concentrar no "estupro em custódia": isto é, o estupro de uma mulher por um homem em posição de custódia com status superior ao dela, como um senhorio, policial ou empregador.
Um estudo de 2005 do Instituto Mundial de Saúde constatou que, na Etiópia, quase toda violência sexual é cometida pelo marido ou namorado da vítima.

## Tipos
O estupro por pessoa conhecida é uma categoria ampla que inclui todos os estupros, exceto aqueles cometidos por pessoas anteriormente desconhecidas da vítima.
Por definição, inclui todo o estupro de encontro, o estupro conjugal e outros estupros intra-familiares, bem como o estupro cometido por pessoas como colegas de classe, colegas de trabalho, amigos, vizinhos e indivíduos em relações de negócios, emprego ou de cuidado. O estupro em prisões, o estupro em grupo, o estupro de menores e o estupro estatutário também são frequentemente formas de estupro por pessoa conhecida. O estupro de guerra e o estupro corretivo se enquadram nessa categoria se as partes já se conheciam antes do ocorrido.
O estupro de trabalhadoras domésticas e migrantes por seus empregadores foi relatado em muitos países, incluindo Kuwait, os Emirados Árabes Unidos, Arábia Saudita, Malásia, Cingapura e Indonésia.

### Amostras universitárias
Embora o estupro de encontro seja uma subseção do estupro por pessoa conhecida, muitos estudos realizados com amostras de estudantes universitários incluem tanto conhecidos não envolvidos em namoro (por exemplo, familiares, amigos ou colegas de classe) quanto parceiros em namoro (como namorados) na mesma categoria. Todos os estudos a seguir sobre vitimização por estupro entre mulheres universitárias citados nesta subseção abrangem tanto conhecidos que não estão em relacionamento amoroso quanto parceiros em namoro nas questões acerca das características do agressor. Alguns estudos estimaram que 90% dos estupros cometidos contra mulheres em idade universitária são estupros por pessoa conhecida (Crawford et al. 2008; Fisher et al. 2000). Um estudo de 2007 realizado pelo National Crime Victims Research & Treatment Center, que pesquisou uma amostra nacionalmente representativa de mais de 5.000 mulheres, incluindo 3.000 universitárias, constatou que, entre as estudantes, mais de 50% dos estupros cometidos com violência e cerca de 70% dos estupros facilitados por drogas ou que deixaram a vítima incapacitada foram perpetrados por uma pessoa conhecida (Kilpatrick et al. 2007).

### Amostras da comunidade
O National Crime Victims Research & Treatment Center comparou as taxas de estupro entre estudantes universitários e mulheres da comunidade. (Kilpatrick et al. 2007) O estudo constatou que, em comparação com as universitárias, as mulheres da população geral apresentavam taxas mais altas de estupro ao longo da vida (18% contra 12%) e de estupro com violência ao longo da vida (15% contra 6%). A National Intimate Partner and Sexual Violence Survey, realizada pelos Centers for Disease Control (CDC), constatou que 41% das mulheres com prevalência de estupro ao longo da vida haviam sido agredidas por uma pessoa conhecida, e mais da metade (51%) foram estupradas por um parceiro íntimo atual ou anterior. Entre os estupros facilitados pelo consumo de álcool ou outras drogas, de forma que a vítima ficasse incapaz de consentir, praticamente todos os casos (93%) foram cometidos por uma pessoa conhecida ou por um parceiro íntimo. Esta pesquisa também incluiu homens. Embora a prevalência geral de estupro ao longo da vida seja menor para os homens do que para as mulheres (1 em 71, ou 1,4%, para os homens, contra 1 em 5, ou 18%, para as mulheres), de forma semelhante, metade dos estupros contra homens envolveu pessoas conhecidas (52%) e 15,1% foi cometido por desconhecidos. Normalmente, os agressores em estupros contra homens eram outros homens.

## Motivações
O estupro por pessoa conhecida é uma categoria ampla, e, portanto, as motivações dos estupradores que conhecem a vítima são variadas. No entanto, pesquisadores afirmam que esses agressores geralmente compartilham características comuns: a capacidade de desfrutar do sexo mesmo com alguém que esteja intoxicado, chorando, suplicando, resistindo, vomitando e/ou inconsciente, além de um senso exagerado de direito e a falta de culpa, remorso, empatia e compaixão pelos outros. Um estudo com 15 estupradores americanos não estranhos, de classe média-alta, constatou que muitos descreveram seus pais como emocional e fisicamente distantes, expressaram hostilidade em relação às mulheres, desejavam dominá-las e apresentavam atitudes hipermasculinas. Um pesquisador teorizou que homens que mantêm relações saudáveis com seus pais podem ter menos necessidade de se definir em oposição às mulheres e serem menos inclinados a exibir demonstrações hipermasculinas de superioridade masculina.
Pesquisadores afirmam que o estupro em grupo é motivado pelo desejo de se exibir, de fazer parte de um grupo ou pelo medo de serem ostracizados por outros homens ou rapazes caso não participem. Já o estupro conjugal não se trata de sexo, mas sim de controle, poder, violência e humilhação.

## Efeitos
A grande maioria das vítimas de estupro não sofre lesões físicas além da penetração em si. Ao contrário do que se costuma supor, o estupro cometido por desconhecidos é menos propenso a causar lesões físicas do que o estupro por pessoa conhecida, especialmente o cometido por um parceiro íntimo atual ou anterior: 24% das mulheres estupradas por um desconhecido sofrem lesões físicas adicionais à penetração, em comparação com 40–50% das mulheres estupradas por um parceiro atual ou anterior.

## Denúncia
As circunstâncias do estupro e a relação entre a vítima e o agressor não alteram a definição legal de estupro. Embora o estupro por pessoa conhecida seja bem representado entre os casos denunciados às autoridades, pesquisas mostram que esses incidentes têm muito mais probabilidade de não serem relatados do que os estupros cometidos por desconhecidos. Um estudo americano constatou que menos de 2% das vítimas de estupro por pessoa conhecida haviam denunciado o estupro à polícia, em comparação com 21% daquelas estupradas por um desconhecido.
Casos envolvendo pessoas conhecidas que não são refletidos nas estatísticas criminais foram denominados estupro oculto (Koss et al. 1988). Por exemplo, uma pesquisa nacional com mulheres universitárias demonstrou que 29% dos estupros cometidos por desconhecidos, em comparação com 3% dos cometidos por pessoas conhecidas, foram denunciados à polícia. Os resultados são semelhantes entre as mulheres da comunidade, onde 34% dos estupros cometidos por desconhecidos e 13% dos cometidos por pessoas conhecidas são relatados (Kilpatrick et al. 2007). Entre as razões pelas quais os estupros por pessoa conhecida podem não ser denunciados está o fato de as vítimas não se identificarem como vítimas de estupro. Não perceber ou não escolher considerar como estupro uma experiência que envolveu penetração com uso de força ou facilitada por álcool/drogas quando a vítima estava incapaz de consentir foi denominado estupro não reconhecido. Trata-se de uma constatação bem aceita, primeiramente relatada no final da década de 1980 (Koss et al., 1988), repetida no início dos anos 2000 (Fisher et al., 2003) e, mais recentemente, replicada por Kilpatrick et al. 2007. O estupro não reconhecido é mais comum entre estudantes universitárias estupradas por pessoas conhecidas (23%) em comparação com aquelas estupradas por desconhecidos (55%). Entre as mulheres da comunidade, aquelas que reconhecem o incidente como estupro têm maior probabilidade de denunciar do que as que não o fazem (21% contra 6%). Mulheres que estavam consumindo álcool ou utilizando drogas no momento do estupro têm menor probabilidade de denunciar a experiência às autoridades (Kilpatrick et al. 2007; Fisher et al. 2003). Outras razões pelas quais vítimas de estupro por agressor conhecido podem relutar em denunciar incluem sentimentos de vergonha, auto-culpa pelo ocorrido, medo de não serem acreditadas, o desejo de evitar polêmicas em círculos sociais ou familiares e o receio de prejudicar a pessoa conhecida (Kilpatrick et al. 2007). Esses sentimentos são incentivados por mitos tradicionais sobre o estupro que perpetuam o estereótipo de que os estupros por pessoa conhecida não são estupros "reais" (Estrich, 1987).